# سيرغي زوزوليا
سيرغي زوزوليا (بالروسية: Сергей Николаевич Зозуля)‏ هو لاعب كرة قدم روسي في مركز الهجوم، ولد في 7 فبراير 1977. لعب مع سوكول ساراتوف ‏.